# Термины родства
Термины родства — названия кровных родственников и свойственников (родственников по браку). Термины родства — часть словарного состава языка, однако принципы группировки этих терминов в системы терминов родства определяются особенностями социальной организации конкретного общества.

## Лингвистические характеристики терминов родства
Независимо от языка это всегда релятивные (относительные) слова, указывающие на отношение одного индивида к другому, а не на характеристики этого индивида. Одно и то же лицо может быть одновременно сыном, внуком, дядей, племянником и дедушкой и т. д. по отношению к разным людям.
В языках, где формально различаются релятивные и автосемантичные существительные, термины родства всегда составляют ядро класса релятивных слов. В ряде языков термины родства не могут употребляться без формального указания на их «принадлежность». Например, в языке навахо: shimá ‘моя мама’, nimá ‘твоя мама’, bimá ‘его/её мама’, при отсутствии слова *má.

## Референтные термины и апеллятивы
Референтные термины используются для указания на конкретного родственника; апеллятивы — при обращении к данному родственнику. У многих народов личные имена табуируются, и обычным обращением являются термины родства. Одному референтному термину могут соответствовать несколько апеллятивов, различающихся стилистически. В русском языке референтному термину отец соответствуют апеллятивы: папа, папочка, папаша, папаня, батя, батюшка, тятя, тятенька и др. Референтные термины, употребляющиеся как апеллятивы, могут получать дополнительную стилистическую нагрузку, напр., в русском языке апеллятив сын в: «Сын, иди сюда» звучит нарочито строго, что не характерно для референтного употребления: «Мой сын учится в третьем классе».
Не все термины родства соотносятся с определенными апеллятивами. Для обращения к близким родственникам существует обычно ряд апеллятивов; для более отдалённых — апеллятивы употребляются реже (рус. кузина, племяш) и т. п. В европейских языках апеллятивы используются только по отношению к кровным родственникам, но не свойственникам (невозможно: *"Свекровь, сварите кашу"). Напротив, термины «родства по крещению», часто используются как апеллятивы: кум и кума, крестный и крестная.

## Вторичное употребление терминов родства при обращении
Термины родства могут употребляться по отношению к чужим, часто незнакомым, людям. Такое употребление называют вторичным: («Тётенька, дайте десять копеек», «Внучок (сынок), помоги», «Бабушка, садитесь» и т. п.). Вторичное употребление имеют только термины кровного родства, но не свойства (невозможны зять, свояченица, деверь и т. п.). Не употребляются таким образом и термины родства по крещению, усыновлению и т. п. Не используются названия родственников, принадлежащих боковым линиям: племянник, кузен.
В русском языке вторичное употребление характерно для названий всех близких родственников (пять поколений): дедушка, бабушка, отец, мать, дядя, тётя, брат, сестра, сын, дочь, внук, внучка. В большинстве случаев вторичное употребление терминов родства характеризуют либо детскую речь, либо просторечие. В качестве обращения используются, как правило, референтные термины с уменьшительным суффиксом, но не апеллятивы: «Мать (*мама), посторонись!».
В литературном английском языке использование терминов родства при обращении к не-родственникам возможно лишь в церковной практике, при этом используются только brother, sister, son, daughter.
В большинстве стран Азии и Африки (во Вьетнаме, Таиланде, в Индии, на Шри-Ланке, в Малайзии, в арабских странах, в Африке южнее Сахары) обращение к незнакомому человеку с использованием того или иного термина родства — норма. Выбор того или иного термина подчинён определённым правилам, принятым в данном сообществе. Неудачный выбор термина родства при обращении к человеку может восприниматься как оскорбление и стать причиной обиды.

## Термины родства как автосемантичные слова
Значительно реже обозначения родственников употребляются как автосемантичные. В русском языке такие значения существуют только у обозначений старших родственников (но не родителей): «одна бабка (?бабушка) сказала», «живёт там какой-то дед (?дедушка)», «приём ведёт малоприятная тётка». Впрочем, в армии старослужащий солдат может сказать о молодом: "сынок". 
Для большинства европейских языков такие употребления не характерны.
В странах Африки употребление терминов родства как автосемантичных существительных широко распространено, в том числе в местных вариантах английского, французского и португальского языков. Напр., фр. maman ‘мама’ в африканском варианте французского языка получило значение ‘женщина’.

## Термины родства в индоевропейских языках
В русском и иных индоевропейских языках изначально присутствуют следующие термины родства:
| Русский  | Протославянский | Арийский | Древнегерманский |
| -------- | --------------- | -------- | ---------------- |
| свекровь | *svekry         | *svasru  | *swehra-         |
| свёкор   | *svek(ъ)rъ      | *suasura | *swéhuraz        |
| деверь   | *deverь         | *devdr   | *taikuraz        |
| стрый    | *stryjь         | *tuirya  | -                |
| ятровка  | *jetry          | *yatar   | -                |